# ESMoA
Das ESMoA (The Experimentally Structured Museum of Art) ist ein „Kunstlabor“ in El Segundo, Kalifornien, USA. Es wurde 2013 von Eva Sweeney, Brian Sweeney and Bernhard Zünkeler gegründet und wird von der Artlab21 Foundation betrieben – einer Non-Profit-Organisation von Eva und Brian Sweeney. ESMoA ist kein klassisches Museum, sondern fungiert als „Katalysator für kreatives Denken“. Es präsentiert verschiedene Arten von Medien, u. a. Skulptur, Malerei, Arbeiten auf Papier, Performances und Fotografie. Die Ausstellungen (Experiences) sind eher thematisch und konzeptuell als chronologisch sortiert. Transdisziplinär, International, Dynamisch und Offen gelten als Schlüsselelemente der DNA des ESMoA.
Das ESMoA konzentriert sich auf die Kunsterziehung für Studentinnen und Studenten, Familien und Erwachsene. Die Aktivitäten reichen von Schulprogrammen, Zeichenworkshops, Kunstgesprächen, Vorträgen, Familientagen bis hin zu Koch-, Yoga- und Tanzkursen, Filmabenden usw.

## Geschichte
Im Jahr 2011 fanden in der alten Feuerwache El Segundo zwei Kunstausstellungen statt. Aufgrund des Erfolgs dieser beiden Ausstellungen wurde mit dem Bau eines permanenten Kunstlabors namens ESMoA in der Innenstadt von El Segundo begonnen. Im Januar 2013 wurde das ESMoA als funktionaler und experimenteller Kunstraum mit Schwerpunkt Bildung eröffnet. Es soll provokativ, frisch und agil sein – ein funktionaler Kunstraum sowie ein Partner in der Gemeinschaft. Die Experiences basieren auf den drei Säulen des künstlerischen Austauschs: einem Kunstdialog, einem kulturellen Austausch und einem fortlaufenden Artist-in-Residence-Programm.
Im Oktober 2014 wurde ESMoA von Artnet News als eines der 10 besten privaten Museen für zeitgenössische Kunst der USA aufgeführt.

## Gebäude
Das moderne Gebäude besitzt eine Grundfläche von etwa 325 Quadratmetern und besteht aus Materialien wie Edelstahl, Glas und weißen Betonblöcken. Es wurde von Eva Sweeney zusammen mit John Milander Architects entworfen. Die Hauptgalerie dient dazu, Skulpturen und Gemälde über zwei Stockwerke zu zeigen. Die Beleuchtung erfolgt über einstellbare Oberlichter, die das natürliche Licht filtern und eine lichtdurchflutete Atmosphäre schaffen, die sich mit den äußeren Wetterbedingungen ändert. Der Innenraum kann in einzelne Galerien unterteilt werden, sodass der Kurator für jede der Experiences eine andere Umgebung schaffen kann.

## Experiences
Die Ausstellungen des ESMoA sind als Experiences bekannt. Die Philosophie von ESMoA ist in diese Wahl der Terminologie eingebettet: Besucher sind eingeladen, Kunst zu erleben, anstatt sie nur passiv zu lesen, wie beispielsweise auf einem Schild in einem traditionellen Museum. Das ESMoA verwendet ungewöhnliche Ausstellungsmethoden und möchte typische Museumskonventionen herausfordern. Es sortiert Kunst meist nach Themen aus verschiedenen Jahrhunderten und verschiedensten Materialien. Die Themen, die die ESMoA in ihren ersten zehn Experiences hervorhob, waren Umwelt (DESIRE), Nacktheit (TRUTH), Ruhm (FAME), politischer (kubanischer) Konflikt (STING), Abstraktion (SILENCE), Street Art (SCRATCH), Architektur und Kunst zu Hause (HOME), kreativer Prozess (SPARK), Künstlerarbeitsplatz (STUDIO) und die Kunstszene in Los Angeles (TOUCH).

## Outside Experiences
Zusammen mit den im ESMoA-Hauptraum organisierten Experiences schafft das Kunstlabor auch Experiences in der Öffentlichkeit. In den ersten drei Jahren organisierte ESMoA eine Installation am Strand von El Segundo (ANTI-ARK), eine eintägige Installation mit Körperbemalung (OBJECTIFIED), einen Wettbewerb der Imitatoren von Elvis Presley (ELVIS WHO?), eine Videoprojektion auf der Turmfassade der El Segundo High School (PRIDE CONSTELLATION) und zwei noch bestehende Wandgemälde auf dem ehemaligen El Segundo Post Office und der ehemaligen El Segundo Fire Station (PHYTOMAGNETIC und FIREWATER).

## Partnerschaften
Das Getty Research Institute kuratierte SCRATCH und zeigte 18 seiner seltenen Bücher, die mit Graffiti-Künstlern aus Los Angeles zusammengebracht wurden, um das Thema der Künstlerzusammenarbeit in den letzten fünf Jahrhunderten zu untersuchen.
ESMoA hat sich mit The Wende Museum für die FAME Experience zusammengetan, um die „ambivalente Seele“ von Los Angeles zu erkunden.
Die Experience SPARK untersuchte die Zusammenarbeit zwischen der weltbekannten Schriftstellerin Cornelia Funke und der Multiplattform-Storytelling-Firma Mirada Studios.
Das Los Angeles County Museum of Art (LACMA) kuratierte die STUDIO Experience und stellte zum ersten Mal die Arbeiten von Norbert Tadeusz in den USA aus.
Edward Goldman, Kunstkritiker und Moderator der Sendung „Art Talk“ (beim US-Radiosender KCRW) kuratierte TOUCH und zeigte die Los Angeles-Kunstszene in den letzten vier Jahrzehnten. Darunter Porträts von Künstlern in ihren Ateliers des Fotografen Jim McHugh und eine Auswahl von Originalkunstwerken von verschiedenen Künstlern (u. a. Carlos Almaraz, John Baldassari, David Hockney, Ed Moses, Noah Purifoy, Ed Rusha, Alison Saar, Patssi Valdez).

## Programme am ESMoA
- Schul-Programme: ESMoA-Pädagogen haben altersgerechte Programme und Klassen entwickelt. Schülerinnen und Schüler sind eingeladen, die Kunstwerke zu skizzieren und ihre eigenen Kunstwerk zu schaffen, die von verschiedenen Materialien wie Ton, Papier oder Aquarellstiften inspiriert sind.

- Erwachsenen-Programme: ESMoA-Teams entwickeln Veranstaltungen, die die Kreativität von Erwachsenen anregen. Ausgewählte Abendprogramme können z. B. Vorträge, Kochkurse, Workshops, Performances und Filmvorführungen umfassen.

- Familien-Programme: An ausgewählten Sonntagen lädt das ESMoA jede Generation ein, unter der Leitung seiner Kunstvermittler an verschiedenen Familien-Programmen teilzunehmen. Durch diese Programme sollen Kreativität und Freude in Einklang gebracht werden, um Menschen aller Generationen gleichermaßen anzusprechen. Die Programme können Touren, Familienaktivitäten, Skizzieren und Schnitzeljagden umfassen.

## ESMoA Artist-in-Residence-Programm
Neben dem Ausstellungsraum befindet sich im zweiten Stock des ESMoA-Gebäudes ein Work-Live-Studio für Künstler. Der Artist-in-Residence-Raum (AIR) enthält Wohnräume und ein Studio, in dem Künstler Werke schaffen können. Die in dem Wohnraum lebenden Künstler haben die Möglichkeit mit ESMoA-Mitarbeitern und der El Segundo-Community an künstlerischen Projekten zusammenzuarbeiten. Bei der Auswahl der Artist-in-Residence-Kandidaten arbeitet das ESMoA mit dem Otis College für Kunst und Design und der Londoner Royal Drawing School zusammen.
In den ersten zwei Jahren waren im Rahmen des Artist-in-Residence-Programms Künstler aus Deutschland, Island, Taiwan, Kuba, Litauen, Großbritannien, Frankreich und Südkorea zu Gast.

## Art is a State of Mind
Die 2022 veröffentlichte sechsteilige Doku-Serie Art is a State of Mind von Aljoscha Pause begleitet den Mitbegründer des ESMoA, Kurator und Künstler Bernhard Zünkeler über neun Jahre und bietet Einblicke u.a in den Aufbau des Kunstlabors und seine dortigen Tätigkeiten und Kooperationen mit anderen Kunstschaffenden.